# Бертран, Эмманюэль
Эмманюэль Бертран (фр. Emmanuelle Bertrand, род. 5 ноября 1973, Фирмини, Луара) — французская виолончелистка.

## Биография
Училась в консерваториях Лиона и Парижа у Жана Депласа и Филиппа Мюлле, её высоко оценил и поддержал Анри Дютийё. Ей посвящены сочинения современных французских композиторов Эдит Кана де Шизи, Николя Бакри, Паскаля Амуайеля и др. В 2000 она стала первой исполнительницей Песни для Пьера Булеза Лучано Берио. Играла со многими оркестрами мира, включая музыкантов Канады, Южной Кореи, России, Украины, Словении и др. Постоянно выступает вместе с композитором и пианистом Паскалем Амуайелем.

## Репертуар
В репертуаре исполнительницы — Алькан, Блох, Бриттен, Оливье Грейф, Григ, Дютийё, Кодай, Крам, Лало, Лигети, Лист, Рахманинов, Регер, Хенце, Чайковский, Рихард Штраус, Шуман и др.

## Признание
Лауреат многих национальных и международных премий, включая премию Виктуар де ля мюзик (2002). Кавалерственная дама Ордена искусств и литературы.